# Saltos ornamentais nos Jogos Pan-Americanos de 2011 - Plataforma de 10 m sincronizado masculino
A competição da plataforma de 10 m sincronizado masculino foi um dos eventos dos saltos ornamentais nos Jogos Pan-Americanos de 2011, em Guadalajara. Foi disputada no Centro Aquático Scotiabank no dia 28 de outubro.

## Calendário
Horário local (UTC-6).
| Data          | Horário | Fase   |
| ------------- | ------- | ------ |
| 28 de outubro | 19:30   | Finais |

## Medalhistas
| Ouro   | MEX Iván García e Germán Sánchez   |
| Prata  | CUB Jeinkler Aguirre e José Guerra |
| Bronze | CAN Kevin Geyson e Eric Sehn       |

## Resultados
| Pos.              | Saltadores                       | País               | Pontos  | Pontos  | Pontos  | Pontos  | Pontos  | Pontos  | Pontos |
| Pos.              | Saltadores                       | País               | Salto 1 | Salto 2 | Salto 3 | Salto 4 | Salto 5 | Salto 6 | Total  |
| ----------------- | -------------------------------- | ------------------ | ------- | ------- | ------- | ------- | ------- | ------- | ------ |
| Medalha de ouro   | Iván García Germán Sánchez       | MEX México         | 54.00   | 54.60   | 79.20   | 96.90   | 93.06   | 102.12  | 479.88 |
| Medalha de prata  | Jeinkler Aguirre José Guerra     | CUB Cuba           | 54.60   | 55.80   | 80.64   | 82.56   | 82.17   | 91.80   | 447.57 |
| Medalha de bronze | Kevin Geyson Eric Sehn           | CAN Canadá         | 51.00   | 51.00   | 71.04   | 72.00   | 74.25   | 80.64   | 399.93 |
| 4                 | Thomas Finchum Drew Livingston   | USA Estados Unidos | 49.80   | 55.20   | 72.00   | 60.39   | 70.29   | 84.24   | 391.92 |
| 5                 | Víctor Ortega Juan Ríos          | COL Colômbia       | 51.00   | 48.60   | 65.28   | 62.40   | 77.22   | 81.18   | 385.68 |
| 6                 | Rui Marinho Hugo Parisi          | BRA Brasil         | 45.60   | 45.00   | 64.32   | 77.22   | 65.28   | 76.23   | 373.65 |
| 7                 | Edickson Contreras Enrique Rojas | VEN Venezuela      | 49.80   | 40.80   | 67.50   | 70.08   | 65.34   | 69.12   | 362.64 |